# Chlewnica
Chlewnica (deutsch Karlshöhe, kasch. Chléwnica) ist ein kleiner Ort im Nordwesten der polnischen Woiwodschaft Pommern und gehört zur Gmina Potęgowo (Pottangow) im Powiat Słupski (Kreis Stolp).

## Geographische Lage und Verkehrsanbindung
Chlewnica liegt in Hinterpommern, etwa 35 Kilometer östlich von Słupsk (Stolp) an der polnischen Landesstraße 6 (ehemalige deutsche Reichsstraße 2, heute auch Europastraße 28), die von der deutsch-polnischen Grenze bei Kołbaskowo (Kolbitzow) über Stettin und Koszalin bis nach Danzig und weiter bis Pruszcz Gdański (Praust) verläuft. In diese Hauptstraße mündet in Chlewnica eine Nebenstraße, die von Kozin (Kosemühl) (an der Woiwodschaftsstraße 212, Teilstück der ehemaligen deutschen Reichsstraße 158) über Mikorowo (Mickrow) kommt. Die nächste Bahnstation ist Potęgowo an der Bahnstrecke von Danzig und Stargard.

## Geschichte
Als früheres Vorwerk von Zechlin (heute polnisch: Żychlin) ist der früher Karlshöhe genannte Ort eng mit der Geschichte dieses Dorfes verbunden und war bis 1945 eine Ortschaft innerhalb der Gemeinde Zechlin. Sie gehörte zum Amts- und Standesamtsbezirk Langeböse (Pogorzelice) im Landkreis Stolp im Regierungsbezirk Köslin in der preußischen Provinz Pommern.
Gegen Ende des Zweiten Weltkriegs wurde Karlshöhe am 9. März 1945 von der Sowjetarmee besetzt. Als Folge des Krieges wurde der Ort als Chlewnica Teil Polens. 
Das Dorf ist heute ein Teil der Landgemeinde Potęgowo im Powiat Słupski in der Woiwodschaft Pommern (von 1975 bis 1998 Woiwodschaft Słupsk). Hier leben heute 30 Menschen.

## Kirche
Bis 1945 war das überwiegend evangelische Karlshöhe in das Kirchspiel Schurow (heute polnisch: Skórowo) im Kirchenkreis Stolp-Altstadt in der Kirchenprovinz Pommern der Kirche der Altpreußischen Union eingepfarrt. Der letzte deutsche Geistliche war Pfarrer Heinz Suhr.
Für das seit 1945 überwiegend katholische Chlewnica blieb die pfarramtliche Verbindung nach Skórowo (Schurow) bestehen. Die Pfarrei ist nun jedoch in das Dekanat Główczyce (Glowitz) im Bistum Pelplin der Katholischen Kirche in Polen eingegliedert. Hier lebende evangelische Kirchenglieder gehören nun zur Kreuzkirchengemeinde in Słupsk in der Diözese Pommern-Großpolen der Evangelisch-Augsburgischen Kirche in Polen.

## Schule
Schulisch war das ehemalige Karlshöhe nach Zechlin hin orientiert.